# 給兒童的哲學
給兒童的哲學（英語：Philosopyhy for Children），有時簡寫為P4C，是指目標在教給兒童如何推論以及思辨技能的社會運動。相關的方法有時候也稱作給年輕人的哲學（Philosophy for Young People）或給孩子的哲學（英語：Philosophy for Kids）。運動目的是希望為民主帶來更深化的影響力。然而，在高等教育的範疇中，過去也有開發在大專院校另類哲學教法的傳統（詳見哲學教育）。
儘管發展心理學家讓·皮亞傑認為孩童直到11或12歲後才具備批判思考的能力，然而許多陪伴年輕孩童的哲學家和老師也提出了許多（跟皮亞傑不同的）論點，相信孩童即使是在剛上小學的時間點也會受益於哲學性的探究。除此之外，實證證據也顯示早年便教給兒童推論的技巧，會大幅的提升其他認知和學術能力，並整體而言會有效提升學習效果。